# Baz Luhrmann
Baz Luhrmann (Sydney, 17 de setembre de 1962), nom artístic de Mark Anthony Luhrmann, és un director i productor de cinema australià conegut sobretot per la seva Trilogia de Teló Vermell, de la qual destaca especialment la seva tercera pel·lícula Moulin Rouge!.

## Filmografia
Pel·lícules que ha dirigit:
- 1992: L'amor és a l'aire (Strictly Ballroom) (1992), protagonitzada per Tara Morice i Paul Mercurio
- 1996: Romeo + Juliet, protagonitzada per Claire Danes i Leonardo DiCaprio
- 2001: Moulin Rouge!, protagonitzada per Nicole Kidman i Ewan McGregor
- 2008: Austràlia (Australia), protagonitzada per Nicole Kidman i Hugh Jackman
- 2013: El gran Gatsby (The Great Gatsby), protagonitzada per Leonardo DiCaprio i Carey Mulligan
- 2022: Elvis, protagonitzada per Austin Butler i Tom Hanks

Les seves tres primeres pel·lícules formen part de la Trilogia de Teló Vermell.

## Guardons i nominacions
| Any  | Premi  | Àlbum                     | Categoria                      | Resultat | Ref   |
| ---- | ------ | ------------------------- | ------------------------------ | -------- | ----- |
| 2020 | Grammy | Moulin Rouge! The Musical | Millor àlbum de teatre musical | Nominat  | [ 1 ] |